# Hill Aerospace Museum
Das Hill Aerospace Museum befindet sich nahe der Stadt Ogden in Utah, Vereinigte Staaten, in der Nähe der Hill Air Force Base.
Das Museum wurde 1981 gegründet. An seinem heutigen Standort befindet es sich seit 1991. Die Flugzeuge, Waffen, Fahrzeuge und Gerätschaften repräsentieren unterschiedliche Zeitabschnitte der Luftfahrt, wie den Beginn der Luftfahrt, den Zweiten Weltkrieg, den Koreakrieg oder das Zeitalter der Jets. Neben den über 90 Flugzeugen, die in diesem Museum ausgestellt sind, gibt es auf dem Museumsgelände auch Denkmäler, eine Kapelle, eine Bibliothek und eine Bildungsstätte.

## Denkmale
Um die Museumskapelle herum, die nach Colonel Nathan H. Mazer, benannt ist, wurden Denkmäler für verschiedene Einheiten errichtet.
- 5th Air Force Memorial
- 8th Air Force Memorial
- 384th Bombardment Group Memorial

Zusätzlich gibt es auf dem Museumsgelände ein Denkmal für Ployer P. Hill, dem Namensgeber der Hill Air Force Base und das Medal-of-Honor-Memorial, das dem Andenken an die Träger der Ehrenmedaille gewidmet ist. Die Utah Aviation Hall of Fame ehrt bedeutende Persönlichkeiten der Luftfahrt, die einen Bezug zum US-Bundesstaat Utah haben, so den Luftbrücken-Piloten Gail Halvorsen.

## Bibliothek
Die Bibliothek des Museums wurde gegründet, um die Restaurierung von alten Flugzeugen zu erleichtern. Darüber hinaus sollen wissenschaftliche Arbeiten im Bereich der Luftfahrtgeschichte unterstützt werden.

## Ausgestellte Flugzeuge (Auswahl)
- North American P-51
- Republic P-47
- Boeing B-17
- North American F-86
- Rockwell B-1
- Lockheed SR-71